# Баринцево (Вологодская область)
Баринцево — деревня в Вологодском районе Вологодской области.
Входит в состав Подлесного сельского поселения, с точки зрения административно-территориального деления — в Подлесный сельсовет.
Расстояние по автодороге до районного центра Вологды — 16,5 км, до центра муниципального образования Огарково — 3,5 км. Ближайшие населённые пункты — Крылово, Катунино, Чахлово.
По данным переписи в 2002 году постоянного населения не было.